# 洛博坎寧 (新墨西哥州)
洛博坎寧（英語：Lobo Canyon）是位於美國新墨西哥州錫沃拉縣的普查規定居民點。

## 人口
根據2020年美國人口普查的數據，洛博坎寧的面積為11.14平方千米，皆為陸地。當地共有人口146人，而人口密度為每平方千米13.11人。